# کلاگرسرا (فریدونکنار)
کلاگرسرا یک روستا در ایران است که در استان مازندران واقع شده‌است. کلاگرسرا ۴۵۰ نفر جمعیت دارد.